# Zmarli w sierpniu 2019

## Sierpień 2019
- 31 sierpnia
  - Ryszard Czerniawski – polski prawnik i ekonomista[1]
  - Leslie H. Gelb – amerykański dziennikarz, publicysta i polityk[2][3]
  - Alec Holowka – kanadyjski twórca gier i przedsiębiorca[4]
  - Anthoine Hubert – francuski kierowca wyścigowy[5]
  - Marek Jan Radomski – polski specjalista w zakresie balistyki, dr hab. inż.[6][7]
  - Mamadou Tew – senegalski piłkarz, reprezentant kraju[8]
  - Ivica Tolić – chorwacki polityk i wojskowy, eurodeputowany[9]
  - Immanuel Wallerstein – amerykański socjolog[10][11]
  - Zbigniew Zaleski – polski psycholog i polityk[12]
- 30 sierpnia
  - Gordon Bressack – amerykański scenarzysta filmów animowanych[13]
  - Franco Columbu – włoski aktor i kulturysta[14]
  - Valerie Harper – amerykańska aktorka[15]
  - Jerzy Kowalczuk – polski geofizyk, prof. dr hab. inż.[16]
  - Jan Kulma – polski reżyser, uczestnik powstania warszawskiego[17]
  - Anatol Niczyporuk – polski agronom, specjalista w zakresie łąkarstwa, prof. dr hab. inż.[18][19]
  - Zdzisław Pająk – polski fizyk, prof. zw. dr hab.[20]
  - Hans Rausing – szwedzki miliarder, dyrektor zarządzający Tetra Pak[21][22][23]
  - Bronisław Ziemianin – polski prawnik, prof. zw. dr hab.[24]
- 29 sierpnia
  - Jean Barbeau(inne języki) – kanadyjski dramaturg[25]
  - Wiesław Barnat – polski specjalista w zakresie mechaniki, prof. dr hab. inż.[26]
  - Aleksandr Czisłow – rosyjski aktor[27]
  - Terrance Dicks – brytyjski pisarz i scenarzysta telewizyjny, producent[28][29]
  - Maria Dolors Renau – hiszpańska polityk i pedagog, parlamentarzystka krajowa i europejska[30]
  - Janusz Hajnos – polski hokeista, olimpijczyk (1992)[31]
  - Guy Innes-Ker – brytyjski arystokrata, posiadacz ziemski[32]
  - Juhani Kärkinen – fiński skoczek narciarski[33]
  - Miklós Kocsár – węgierski kompozytor[34]
  - Jim Langer – amerykański futbolista[35]
  - Stefan Liwski – profesor nauk technicznych, prorektor Szkoły Głównej Gospodarstwa Wiejskiego, żołnierz Armii Krajowej, kawaler orderów[36]
  - Mieczysław Młodzik – polski sędzia Sądu Najwyższego[37]
  - Janusz Oszczapowicz – polski chemik, prof. dr hab.[38][39]
  - Jerzy Plesner – polski architekt, wykładowca akademicki[40]
  - Achille Silvestrini – włoski kardynał, watykański dyplomata[41]
  - Vladimir Veličković – serbski malarz[42]
- 28 sierpnia
  - Alfiero Alfieri – włoski aktor[43]
  - Michel Aumont – francuski aktor[44]
  - Pascal Gnazzo – francuski kolarz szosowy[45]
  - Nancy Holloway – amerykańska piosenkarka jazzowa[46]
  - Branko Janewski – macedoński polityk[47]
  - Aleksander Jaśkiewicz – polski muzealnik, dyrektor Muzeum Częstochowskiego (1991–1994)[48][49][50]
  - Nicolás Leoz – paragwajski działacz piłkarski, prezydent CONMEBOL w latach 1986–2013[51]
  - Sogjal Rinpocze – tybetański przywódca religijny i publicysta[52]
  - Marianna Rzepczyńska – polska działaczka opozycji w okresie PRL, dama orderów[53]
  - Şule Yüksel Şenler(inne języki) – turecka pisarka[54]
  - Wałerij Syrow – ukraiński piłkarz[55]
  - Zenon Szczepaniak – polski specjalista w zakresie budownictwa podziemnego, projektowania i budowy kopalń, prof. dr hab. inż.[56][57]
  - Paz Undurraga – chilijska piosenkarka[58]
- 27 sierpnia
  - Jessi Combs – amerykańska prezenterka telewizyjna[59]
  - Donnie Fritts – amerykański muzyk country i soul[60]
  - Dawda Kairaba Jawara – gambijski weterynarz, polityk, premier (1962–1970) i prezydent Gambii (1970–1994)[61][62]
  - Jigal Kohen-Orgad – izraelski ekonomista i polityk, w latach 1983–1984 minister finansów[63]
  - Liudmiła Malcewa – rosyjska aktorka[64]
  - Dominik Płócienniczak – polski szczypiornista[65]
  - Adam Szkodny – polski lekarz, chirurg, urolog, prof. dr hab. n. med.[66]
  - Antoni Szram – polski muzealnik, związany z Łodzią[67]
  - Kazimierz Sztaba – polski specjalista w zakresie górnictwa i geologii, prof. zw. dr hab. inż.[68][69]
  - Gustav Wiklund – fiński aktor, reżyser i scenarzysta[70]
- 26 sierpnia
  - Pál Benkő – amerykański arcymistrz szachowy węgierskiego pochodzenia[71][72]
  - Max Berliner – argentyński aktor i reżyser, pochodzenia polskiego[73]
  - Neal Casal – amerykański piosenkarz i gitarzysta rockowy[74]
  - Colin Clark – amerykański piłkarz[75]
  - Richard Conrad – amerykański śpiewak operowy[76]
  - Ray Henwood – nowozelandzki aktor[77]
  - Helmut Krauss – niemiecki aktor[78]
  - Pita Paraone – nowozelandzki polityk, przewodniczący parlamentu[79]
- 25 sierpnia
  - Timothy Bell – brytyjski specjalista public relations[80][81]
  - Clora Bryant – amerykańska trębaczka jazzowa[82][83]
  - Igor Chomski – rosyjski reżyser filmowy[84]
  - Tadeusz Czubała – polski dziennikarz, kawaler orderów[85]
  - Ryszard Michalski – polski architekt wnętrz, dr hab.[86]
  - Bernard Monnereau – francuski wioślarz, mistrz świata (1962)[87]
  - Vince Naimoli – amerykański przedsiębiorca, pierwszy właściciel drużyny Tampa Bay Rays[88]
  - Jerzy Nalepka – polski specjalista w zakresie gitarystyki, profesor sztuk pięknych[89][90]
  - Ferdinand Piëch – austriacki przedsiębiorca, prezes zarządu Volkswagen AG w latach 1993–2002, przewodniczący rady nadzorczej w latach 2002–2015[91]
  - Stanisław Józef Śnieg – polski działacz opozycji w okresie PRL, kawaler orderów[92]
  - Gloria Lerma Yatco (Mona Lisa) – filipińska aktorka[93]
  - Fernanda Young(inne języki) – brazylijska pisarka i aktorka[94]
  - Lodewijk Woltjer – holenderski astronom[95]
  - Janusz Zielonacki – polski dziennikarz[96][97]
- 24 sierpnia
  - Andrew Horn – amerykański reżyser i producent filmowy[98]
  - Arun Jaitley – indyjski polityk, minister finansów (2014–2019)[99][100]
  - Peter Kempadoo(inne języki) – gujański pisarz[101]
  - Janusz Kryszak – polski literaturoznawca, poeta[102][103]
  - Anne Grete Preus – norweska piosenkarka i gitarzystka rockowa[104]
  - Roman Puchowski – polski zawodnik kajakarstwa, artysta malarz i polityk, dwukrotny mistrz Polski[105]
  - Vlado Strugar – serbski historyk i pisarz[106]
- 23 sierpnia
  - Bolesław Cisło – polski regionalista[107]
  - Igor Daniuszyn – rosyjski aktor[108]
  - Mario Davidovsky – amerykański kompozytor pochodzenia argentyńskiego[109]
  - Carlo Delle Piane – włoski aktor[110]
  - Kito Junqueira – brazylijski aktor[111]
  - David Koch – amerykański przedsiębiorca, aktywista polityczny[112]
  - Terry MacBride – australijski rugbysta[113]
  - Zdzisław Picheta – polski uczestnik II wojny światowej, kawaler orderów[114]
  - Ludwik Jerzy Rossowski – polski działacz kombatancki, redaktor prasy sybirackiej, popularyzator historii i kawaler orderów[115][116][117][118]
  - Mirosław Skarżyński – polski językoznawca, prof. dr hab.[119]
  - Łucja Staniczek – polska regionalistka, nauczycielka, wiceprezeska Związku Górnośląskiego, dr n. hum.[120]
  - Sheila Steafel – brytyjska aktorka[121][122]
  - Eberhard Taubert – niemiecki piłkarz[123]
  - Krystyna Zawilska – polska hematolog, prof. dr hab. n. med.[124]
  - Egon Zimmermann – austriacki narciarz alpejski[125]
  - Henryk Zwierzchowski – polski ortopeda, prof. dr hab. n. med.[126]
- 22 sierpnia
  - Junior Agogo – ghański piłkarz[127]
  - Bobby Dillon – amerykański futbolista[128]
  - Tim Fischer – australijski polityk i dyplomata[129]
  - Ryszard Jasiński – polski inżynier, podsekretarz stanu w ministerstwie budownictwa, kawaler orderów[130]
  - Witalij Logwinowski – rosyjski aktor[131]
  - Tom Nissalke – amerykański trener koszykarski[132]
  - Gerard O’Neill – amerykański dziennikarz, laureat Nagrody Pulitzera[133]
  - Michaił Wiedyszew – rosyjski reżyser filmowy[134]
  - Wiktor Własow – rosyjski aktor[135]
- 21 sierpnia
  - Janusz Chalecki – polski wynalazca w dziedzinie optyki, autor podręczników[136]
  - Ifeanyi Chiejine – nigeryjska piłkarka[137]
  - Norma Croker – australijska biegaczka[138]
  - Babulal Gaur – indyjski polityk[139]
  - Andrzej Jocz – polski rzeźbiarz[140]
  - Stefan Niedorezo – polski rzeźbiarz i artysta plastyk zamieszkały w USA[141][142]
  - Celso Piña – meksykański piosenkarz, kompozytor, aranżer i akordeonista[143]
  - Alexander Schenker – amerykański slawista[144]
  - Kurt Stendal – duński piłkarz, reprezentant kraju[145]
  - Ines Torelli – szwajcarska aktorka[146]
- 20 sierpnia
  - Bogdan Mazurek – polski działacz partyjny, pułkownik Wojsk Ochrony Pogranicza, przewodniczący prezydium Wojewódzkiej Rady Narodowej w Olsztynie (1981–1989)[147]
  - Russ Conway – amerykański dziennikarz, pisarz i promotor wyścigów samochodowych[148]
  - Giovanni Buttarelli – włoski urzędnik, Europejski Inspektor Ochrony Danych[149]
  - Władysław Drewniak – polski duchowny rzymskokatolicki, współpracownik opozycji w okresie PRL, Honorowy Obywatel Jarosławia[150][151][152]
  - Rudolf Hundstorfer – austriacki polityk, samorządowiec i działacz związkowy, minister i kandydat na prezydenta[153]
  - Ernesto Lariosa(inne języki) – filipiński pisarz i poeta[154]
  - Anna Lenartowicz-Stępkowska – polska aktorka[155]
  - Andrzej Mendygrał – polski kapitan żeglugi, poeta, twórca polskich tekstów szant[156][157]
  - Aleksandra Nazarowa – rosyjska aktorka[158]
  - Jerzy Pułtorak – polski elektronik, prof. dr hab. inż.[159][160]
  - Jan Purzycki – polski scenarzysta filmowy i telewizyjny, pisarz, działacz społeczny oraz wykładowca akademicki[161]
  - Fred Rister – francuski kompozytor i producent muzyczny[162]
  - Jadwiga Sulińska – polska aktorka[163][164][165]
- 19 sierpnia
  - Bai Yan – singapurski aktor[166]
  - Cosimo Cinieri – włoski aktor[167]
  - Paul Connerton – brytyjski socjolog[168]
  - Żorż Ganczew – bułgarski polityk i przedsiębiorca[169]
  - Zakir Hussain – pakistański hokeista na trawie, mistrz olimpijski (1968)[170]
  - Al Jackson – amerykański baseballista[171]
  - Mohammed Zahur Khayyam – indyjski kompozytor[172]
  - Zorka Kohoutová – czeska piosenkarka[173]
  - Lars Larsen – duński przedsiębiorca, założyciel firmy JYSK[174]
  - Iwona Licińska – polski radiolog[175][176][177][178]
  - Gina Lopez – filipińska ekolog i filantrop[179]
  - Andrzej Łukomski – polski bokser[180]
  - Zbigniew Makowski – polski malarz[181]
  - Larry Taylor – amerykański basista, członek zespołu Canned Heat[182]
  - Jerzy Wiśniewski – polski przedsiębiorca, menedżer, założyciel i główny akcjonariusz grupy PBG, prezes zarządu PBG oraz Rafako[183]
- 18 sierpnia
  - Kathleen Babineaux Blanco – amerykańska polityk związana z Partią Demokratyczną[184][185]
  - Zbigniew Bonczar – polski ornitolog i działacz łowiecki, dr hab.[186]
  - Kapitolina Bolszakowa – rosyjska poetka[187]
  - Andrzej Buszewicz – polski aktor i reżyser[188][189]
  - František Derfler – czeski aktor i reżyser, sygnatariusz Karty 77[190]
  - Gillian Hanna – irlandzka aktorka[191]
  - Ireneusz Kuliński – polski dziennikarz i publicysta, regionalista[192]
  - Denis Kuljiš – chorwacki pisarz i publicysta[193]
  - Antoni Kacper Kwasiborski – polski rewident, autor publikacji i podręczników[194][195][196]
  - Tomasz Niesłuchowski – polski samorządowiec i rolnik, w latach 1976–1990 naczelnik, a w latach 1990–2018 wójt gminy wiejskiej Żagań[197]
  - Helmut Froschauer – austriacki dyrygent i chórmistrz[198]
  - Robert Ouko – kenijski lekkoatleta, mistrz olimpijski (1972)[199]
  - Jack Whitaker – amerykański komentator sportowy[200]
  - Piotr Woźniak-Starak – polski producent filmowy[201]
- 17 sierpnia
  - Mohd Suffian Abdul Rahman – malezyjski piłkarz[202]
  - Cedric Benson – amerykański futbolista[203]
  - Michel de Decker – francuski historyk[204]
  - Jacques Diouf – senegalski dyplomata, przewodniczący FAO (1994–2011)[205]
  - Roberto Herbster Gusmão – brazylijski polityk i adwokat, minister przemysłu i handlu (1985–1986)[206]
  - Fuad Kasumović – bośniacki malarz[207]
  - Rosemary Kuhlmann – amerykańska śpiewaczka (mezzosopran)[208]
  - Encarna Paso – hiszpańska aktorka[209]
  - Eugeniusz Rychlewski – polski ekonomista[210]
  - José Martínez Suárez – argentyński reżyser filmowy[211]
  - Lucjan A. Węgrowicz – polski matematyk, prof. dr hab.[212]
  - Norbert Wieschalla – polski grafik, profesor sztuk plastycznych[213][214]
  - Leszek Zabdyr – polski metalurg, prof. dr hab. inż.[215][216]
- 16 sierpnia
  - Tadeusz Derlatka – polski architekt i samorządowiec, wicewojewoda radomski[217]
  - Peter Fonda – amerykański aktor, scenarzysta oraz reżyser filmowy i telewizyjny[218]
  - Felice Gimondi – włoski kolarz szosowy i torowy[219][220]
  - Krzysztof Kamiński – polski artysta fotografik i dziennikarz[221]
  - Ingo Kantorek – niemiecki aktor[222]
  - Krystyna (księżniczka holenderska) – księżniczka Holandii, Oranje-Nassau i Lippe-Biesterfeld[223]
  - José Nápoles – kubański bokser[224]
  - Wiesław Olszowicz – polski architekt[225]
  - Anna Quayle – angielska aktorka[226]
  - Andrzej Rościszewski – polski prawnik, adwokat, członek Trybunału Stanu[227]
  - Alexandre Soares dos Santos – portugalski przedsiębiorca, były właściciel Jerónimo Martins[228]
  - Penka Stojanowa – bułgarska koszykarka[229]
  - Richard Williams – brytyjski reżyser filmów animowanych[230]
- 15 sierpnia
  - Andrzej Chlipalski – polski działacz kresowy, wydawca i redaktor prasy kresowej[231]
  - Bruce Deans – nowozelandzki rugbysta[232]
  - Águeda Dicancro – urugwajska rzeźbiarka[233]
  - Madan Mani Dixit(inne języki) – nepalski pisarz[234]
  - Władimir Fomiczow – rosyjski piłkarz[235]
  - Józef Karykowski – polski architekt[236]
  - Edward Kujawski – polski geodeta, prof. dr hab. inż.[237][238]
  - Roman Ledeniow – rosyjski kompozytor[239]
  - Krystyna Li-U-Fa – polska iluzionistka i artystka estradowa[240][241]
  - Luigi Lunari(inne języki) – włoski pisarz[242]
  - John Matusiak – amerykański duchowny i działacz prawosławny, protoprezbiter, redaktor i wydawca prasy prawosławnej[243]
  - Dobrilo Nenadić – serbski pisarz[244]
- 14 sierpnia
  - Tonu Aav – estoński aktor[245]
  - Graham Farmer – australijski piłkarz[246]
  - Gjergj Xhuvani – albański reżyser i scenarzysta[247]
  - Liliana Olchowik-Adamowska – polska dziennikarka i pisarka[248][249]
  - Karim Olowu – nigeryjski lekkoatleta, sprinter[250]
  - Héctor Rivoira – argentyński piłkarz i trener[251]
  - Reginald Scarlett – jamajski krykiecista[252]
  - Vojmír Srdečný – czeski więzień niemieckich obozów koncentracyjnych w czasie II wojny światowej, działacz kombatancki[253]
  - Ben Unwin – australijski aktor[254]
  - Walentin Woronin – rosyjski aktor[255]
- 13 sierpnia
  - Steve Booth – angielski rugbysta[256]
  - Oleg Fiedułow – rosyjski aktor i kaskader[257]
  - Władysław Filar – polski uczestnik II wojny światowej, historyk, prof. dr hab.[258]
  - Tadeusz Ludwik Mleczko – polski nauczyciel, polityk, działacz sportowy[259]
  - Halina Piłatówna – polska aktorka[260]
  - Vladimír Ptáček – czeski koszykarz[261]
  - Liudmiła Sołdatowa – rosyjska aktorka[262]
  - René Taelman – belgijski trener piłkarski[263]
  - Nadia Toffa – włoska dziennikarka i prezenterka telewizyjna[264]
  - Zsolt Torok – rumuński alpinista[265]
- 12 sierpnia
  - João Carlos Barroso – brazylijski aktor[266]
  - José Luis Brown – argentyński piłkarz[267]
  - Marek Domaracki – polski przedsiębiorca, polityk, poseł na Sejm RP[268]
  - Florin Halagian – rumuński piłkarz i trener[269]
  - Kazimierz Klęk – polski chemik i polityk, minister przemysłu chemicznego w 1981[270]
  - Paule Marshall(inne języki) – amerykańska pisarka[271]
  - John Michael Sherlock – kanadyjski duchowny katolicki, biskup[272]
  - Cezary Szlązak – polski multiinstrumentalista, muzyk zespołu 2 plus 1[273]
- 11 sierpnia
  - Dejan Čurović – serbski piłkarz[274]
  - Andrzej Kłos – polski alpinista i taternik, redaktor prasy taterniczej[275]
  - Jerzy Krauze – polski regionalista[276]
  - Bożena Krzyżanowska – polska aktorka[277]
  - Ningali Lawford – australijska aktorka, Aborygenka[278][279][280]
  - Barbara March – kanadyjska aktorka[281]
  - Walter Martínez – honduraski piłkarz[282]
  - Gordan Mihić – serbski pisarz i scenarzysta[283]
  - Sergio Obeso Rivera – meksykański duchowny rzymskokatolicki, kardynał, arcybiskup Jalapy (1979–2007)[284]
  - J. Neil Schulman(inne języki) – amerykański pisarz[285]
  - Anna Tatarkiewicz – polska tłumaczka literatury francuskojęzycznej[286]
- 10 sierpnia
  - Barbara Bronnen(inne języki) – niemiecka pisarka[287]
  - Freda Dowie – angielska aktorka[288]
  - Jeffrey Epstein – amerykański finansista[289]
  - Jim Forbes – australijski polityk, minister zdrowia (1966–1971)[290]
  - Igor Kaczmazow – rosyjski piłkarz[291]
  - Jo Lancaster – brytyjski pilot testowy[292]
  - Cándido Sibilio – dominikańsko-hiszpański koszykarz, olimpijczyk z 1980[293]
  - Ann Snitow – amerykańska feministka[294]
  - Piero Tosi – włoski kostiumograf[295][296]
- 9 sierpnia
  - Altair – brazylijski piłkarz[297]
  - Jadwiga Bińczycka – polska pedagog, dama Orderu Uśmiechu, profesor Akademii Pedagogiki Specjalnej im. Marii Grzegorzewskiej w Warszawie[298]
  - Paul Findley – amerykański polityk[299]
  - Fahrudin Jusufi – jugosłowiański piłkarz[300]
  - Oscar Malbernat – argentyński piłkarz[301]
  - Ireneusz Marciszuk – polski fotograf i plastyk[302]
  - Gerry Murray – amerykańska wrotkarka[303]
  - Jerzy Rogacki – polski muzyk szantowy i animator ruchu szantowego, członek zespołu Cztery Refy[304]
  - Barry Stroud – kanadyjski filozof[305]
  - Toma Tomov – bułgarski astronom zamieszkały w Polsce, dr hab.[306][307]
  - Panajotis „Takis” Wasilakis – grecki rzeźbiarz[308][309]
- 8 sierpnia
  - Cosmas Batubara – indonezyjski polityk[310]
  - Manuel de Diéguez(inne języki) – francuski filozof i pisarz[311]
  - Stanisław Konturek – polski fizjolog i gastroenterolog, członek PAN[312]
  - Eugenia Łoch – polska historyczka literatury, prof. dr hab., posłanka na Sejm PRL[313][314]
  - Jerzy Mazik – polski filatelista i publicysta[315]
  - Jean-Pierre Mocky – francuski aktor, reżyser i scenarzysta filmowy[316][317]
  - Fabrizio Saccomanni – włoski ekonomista, polityk, urzędnik państwowy, dyrektor generalny włoskiego banku centralnego, minister gospodarki i finansów[318]
  - Stanisław Stój – polski duchowny katolicki, misjonarz franciszkanin, publicysta i rekolekcjonista[319]
  - Maria Śpiewak – polska uczestniczka II wojny światowej wyróżniona tytułem Sprawiedliwy wśród Narodów Świata[320][321]
- 7 sierpnia
  - David Berman – amerykański muzyk, wokalista indierockowego zespołu Silver Jews[322][323]
  - Chris Birch – amerykański polityk, członek senatu Alaski[324]
  - Andrzej Brzeziński – polski kulturysta[325]
  - Kary Mullis – amerykański biochemik, laureat Nagrody Nobla (1993)[326][327]
  - Józef Niewiadomski – polski polityk, prezydent Łodzi (1978–1985) i minister budownictwa, gospodarki przestrzennej i komunalnej (1985–1986)[328]
  - Pantelejmon – grecki duchowny prawosławny[329]
  - Elżbieta Pasierbówna – polska aktorka[330][331][332][333]
  - Tadeusz Sarnowski – polski archeolog, prof. dr hab.[334][335]
  - Adam Szczypka – polski samorządowiec i inżynier budownictwa, wiceprezydent Knurowa (2002–2006), starosta gliwicki (2006–2008)[336]
  - Maciej Zalewski – polski polarnik[337][338]
  - Fabio Zerpa – urugwajski parapsycholog[339]
  - Cezariusz Żórawski – polski weterynarz, prof. zw. dr hab.[340][341]
- 6 sierpnia
  - Krystyna Dańko – polska uczestniczka II wojny światowej wyróżniona tytułem Sprawiedliwy wśród Narodów Świata[342]
  - Brunon Kwiecień – polski inżynier chemik i nauczyciel akademicki, skazany za próbę zorganizowania zamachu na władze Polski[343]
  - Krzysztof Łukoszczyk – polski duchowny katolicki, misjonarz werbista, proboszcz parafii św. Jadwigi w Warszawie[344]
  - Alejandro Serrano – ekwadorski polityk, filozof i działacz sportowy, burmistrz Cuenki, wiceprezydent (2005–2007)[345]
  - Sushma Swaraj – indyjska polityk i prawnik, wielokrotna minister, liderka opozycji[346]
  - Edward Tomecki – polski nadleśniczy, społecznik i działacz samorządowy, kawaler orderów[347]
  - George Whaley – australijski aktor i reżyser[348]
- 5 sierpnia
  - Siergiej Bierezin – rosyjski kompozytor i śpiewak[349]
  - Wojciech Czarnowski – polski ksiądz katolicki, proboszcz Parafia Miłosierdzia Bożego w Warszawie, wspierający działania niezależne w latach 80.[350]
  - Josef Kadraba – czeski piłkarz, srebrny medalista MŚ 62[351]
  - Maciej Kuczyński – polski pisarz, podróżnik i uczestnik powstania warszawskiego[352]
  - Bjorg Lambrecht – belgijski kolarz[353]
  - John Lowey – angielski piłkarz[354]
  - Toni Morrison – amerykańska pisarka i eseistka, laureatka Nagrody Nobla z 1993[355]
  - Predrag Ristić – serbski architekt[356]
  - Zbigniew Węglarz – polski konstruktor, wykładowca akademicki, pułkownik WP[357][358]
- 4 sierpnia
  - Thomas Baxter – australijski rugbysta i inżynier[359]
  - Nuon Chea – kambodżański polityk, działacz komunistyczny, zbrodniarz wojenny[360]
  - Paul Finnie – brytyjski gitarzysta basowy, członek zespołu Power Quest[361]
  - Jelina Gismiejewowa – rosyjska kick-bokserka, wicemistrzyni świata[362]
  - André Goosse – belgijski romanista[363]
  - Thomas Gulotta – amerykański polityk[364]
  - Renata Jasińska-Nowak – polska aktorka i reżyserka teatralna[365]
  - Roman Jóźwiak – polski żużlowiec[366]
  - Alina Madej – polska filmoznawczyni, dr hab.[367][368][369]
  - Harald Nickel – niemiecki piłkarz[370]
  - Kazimierz Orzechowski – polski duchowny katolicki, aktor filmowy, kapelan Domu Aktora Weterana w Skolimowie[371]
  - Burbuqe Rushiti – kosowska poetka i dziennikarka[372]
  - Kazimierz Szczygielski – polski geograf, polityk, poseł na Sejm (1991–2001)[373]
  - Bob Wilber – amerykański klarnecista i saksofonista jazzowy[374]
  - Fatima Żagupowa – rosyjska kick-bokserka, mistrzyni świata[362]
- 3 sierpnia
  - Miklós Ambrus – węgierski piłkarz wodny[375]
  - Katreese Barnes – amerykańska multiinstrumentalistka, wokalistka, kompozytorka i producentka muzyczna[376]
  - Henri Belolo – francuski producent muzyczny[377][378]
  - Cliff Branch – amerykański futbolista[379][380]
  - Basil Heatley – brytyjski lekkoatleta, długodystansowiec[381]
  - Nikołaj Kardaszow – rosyjski astrofizyk[382]
  - Joe Longthorne – brytyjski piosenkarz[383]
  - Ludmiła Łączyńska – polska aktorka[384]
  - Tadeusz Martychewicz – polski dziennikarz[385]
  - Thomas Remengesau – palauski polityk, prezydent Palau (1988–1989)[386]
  - John Philip Saklil – indonezyjski duchowny katolicki, biskup[387]
  - Michael Troy – amerykański pływak, mistrz olimpijski i rekordzista świata[388]
- 2 sierpnia
  - Gunder Bengtsson – szwedzki trener piłkarski[389]
  - Gildo Cunha do Nascimento – brazylijski piłkarz[390]
  - Anatolij Guljajew – rosyjski aktor i reżyser[391]
  - Teresa Jakubowicz – polski biolog, prof. dr hab.[392][393]
  - Devadas Kanakala – indyjski aktor[394]
  - Dawid Kostecki – polski bokser, interkontynentalny mistrz federacji WBA w wadze półciężkiej[395]
  - Romuald Lazarowicz – polski dziennikarz i wydawca, działacz opozycji w PRL[396]
  - Stuart O’Connell – nowozelandzki duchowny katolicki, biskup[397]
  - Stanisław Raułuszkiewicz – polski specjalista fizjologii i patologii rozrodu zwierząt, prof. dr hab.[398][399]
  - Ryszard Rogalski – polski fotoreporter[400][401]
  - Janina Śladkowska-Zahorska – polska matematyczka, prof. dr hab.[402]
  - Władysław Trzciński – polski samorządowiec, burmistrz Lędzin w latach 1991–1994 i 2002–2006[403]
  - Milan Tucović – serbski malarz i rzeźbiarz[404]
- 1 sierpnia
  - Hanna Dunowska – polska aktorka, prezenterka telewizyjna[405]
  - Władysław Hasiński – polski geograf, dr hab.[406][407]
  - Sadou Hayatou – kameruński polityk, minister rolnictwa, premier Kamerunu (1991–1992)[408]
  - Agung Hercules – indonezyjski aktor i muzyk[409]
  - Annemarie Huber-Hotz – szwajcarska polityk, kanclerz federalny (2000–2007)[410]
  - Abdirahman Abdi Osman – somalijski polityk, minister handlu i przemysłu (2015–2017)[411]
  - Marjan Pečar – jugosłowiański skoczek narciarski, olimpijczyk (1968)[412]
  - Barrington Pheloung – australijski kompozytor[413]
  - Alicja Puszka – polska historyk, wykładowca Katolickiego Uniwersytetu Lubelskiego[414]
  - Harley Race – amerykański zapaśnik[415][416]
  - Llew Summers – nowozelandzki rzeźbiarz[417]
  - Roque Taborda – argentyński piłkarz[418]
  - Jesus Balaso Tuquib – filipiński duchowny katolicki, biskup[419]

data dzienna nieznana
- Józef Biedrzycki – polski polityk, prezydent Radomska (1986–1988)[420]
- Paola Bonzi – włoski pedagog, działaczka pro-life[421][422]
- Julien Gauthier – francuski kompozytor[423][424]
- Joanna Michalak – polska specjalistka technologii żywności i żywienia, dr hab. inż.[425][426][427]
- Mieczysław Musiałek – polski lekarz i polityk, działacz samorządu lekarskiego[428]
- Nicky Wonder – amerykański gitarzysta[429][430]